# Secolul al XXI-lea î.Hr.
(Secolul al XXIII-lea î.Hr. - Secolul al XXII-lea î.Hr. - Secolul al XXI-lea î.Hr. - Secolul al XX-lea î.Hr. - Secolul al XIX-lea î.Hr. - Secolul al XVIII-lea î.Hr. - alte secole)
Secolul al XXI-lea î.Hr. a inceput in anul 2100 i.en. si s-a incheiat in anul 2001 i.en. 

## Evenimente

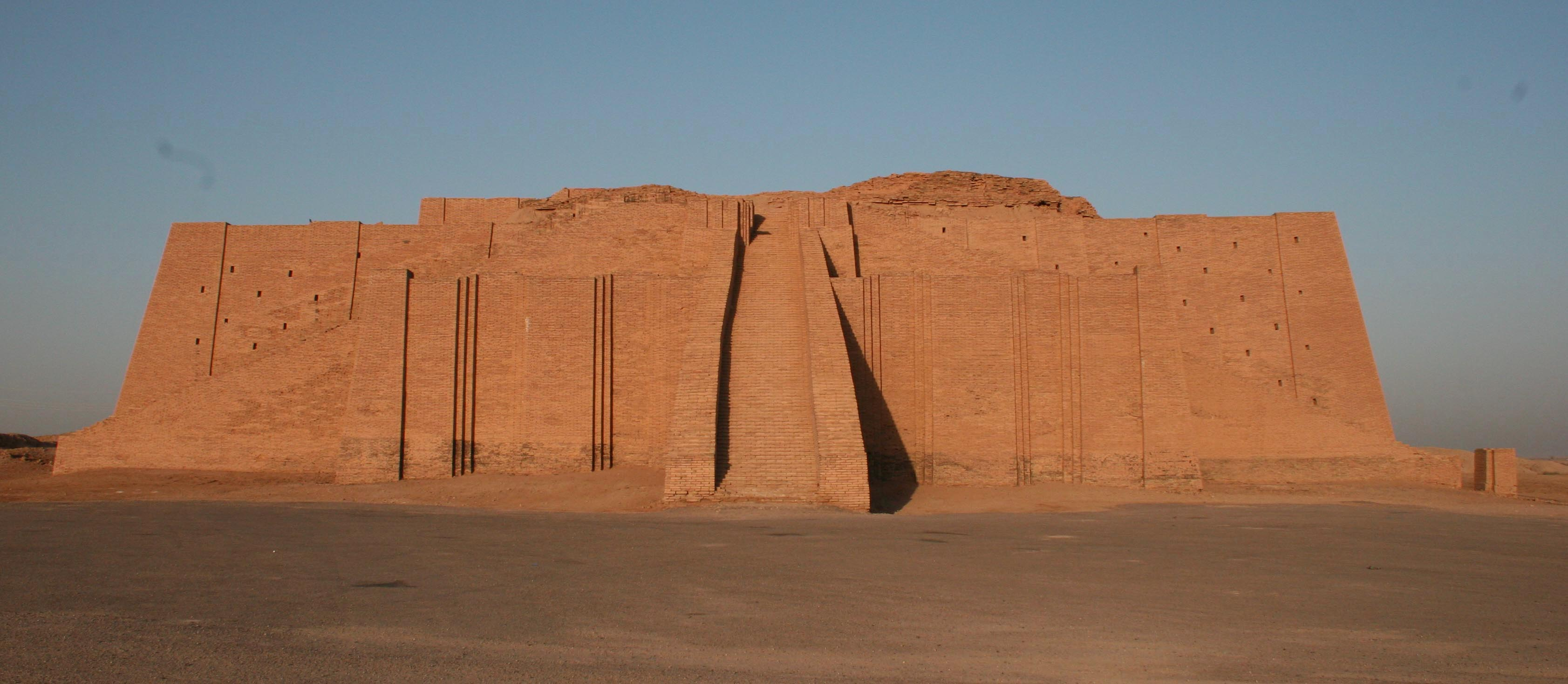
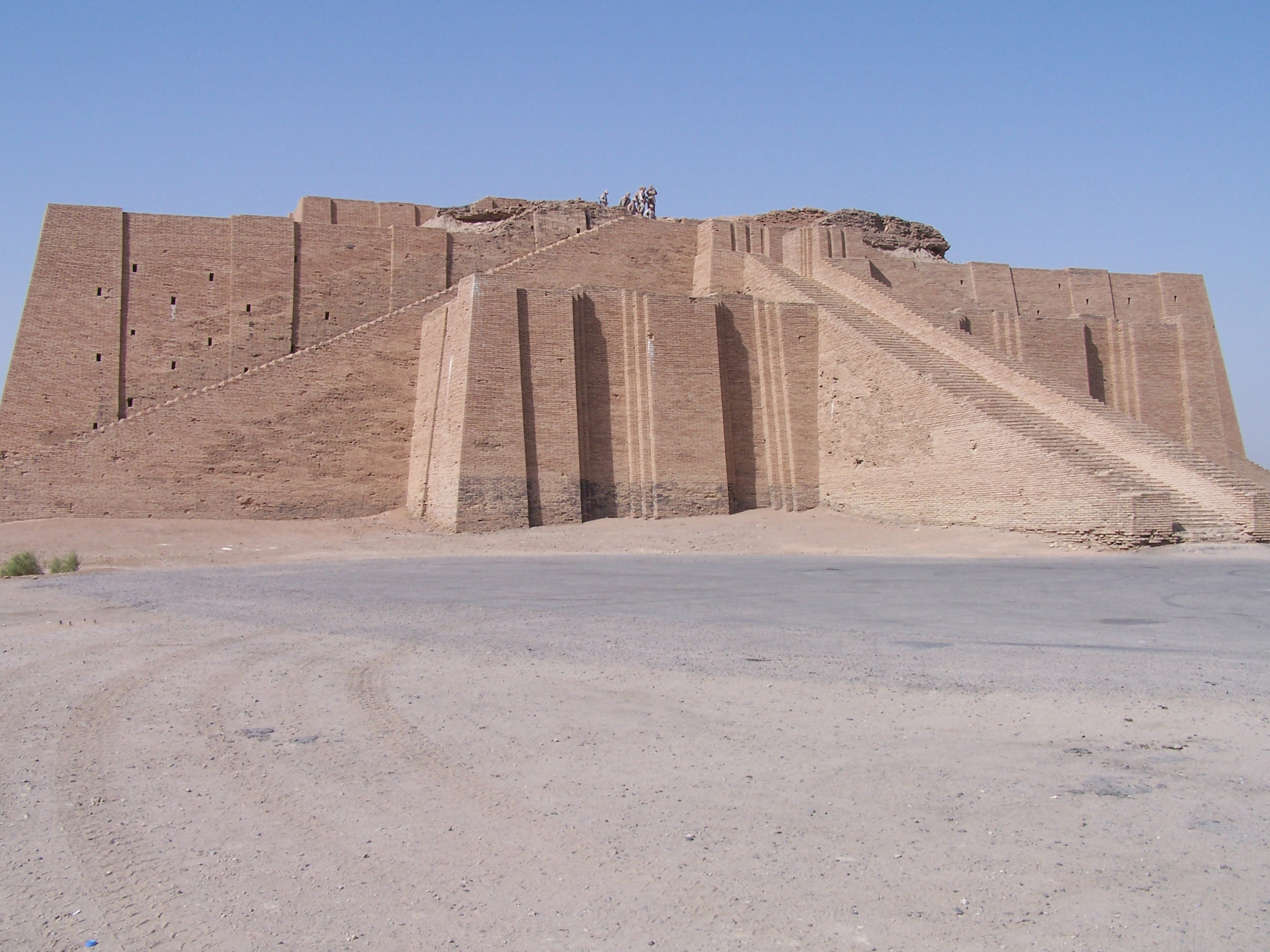
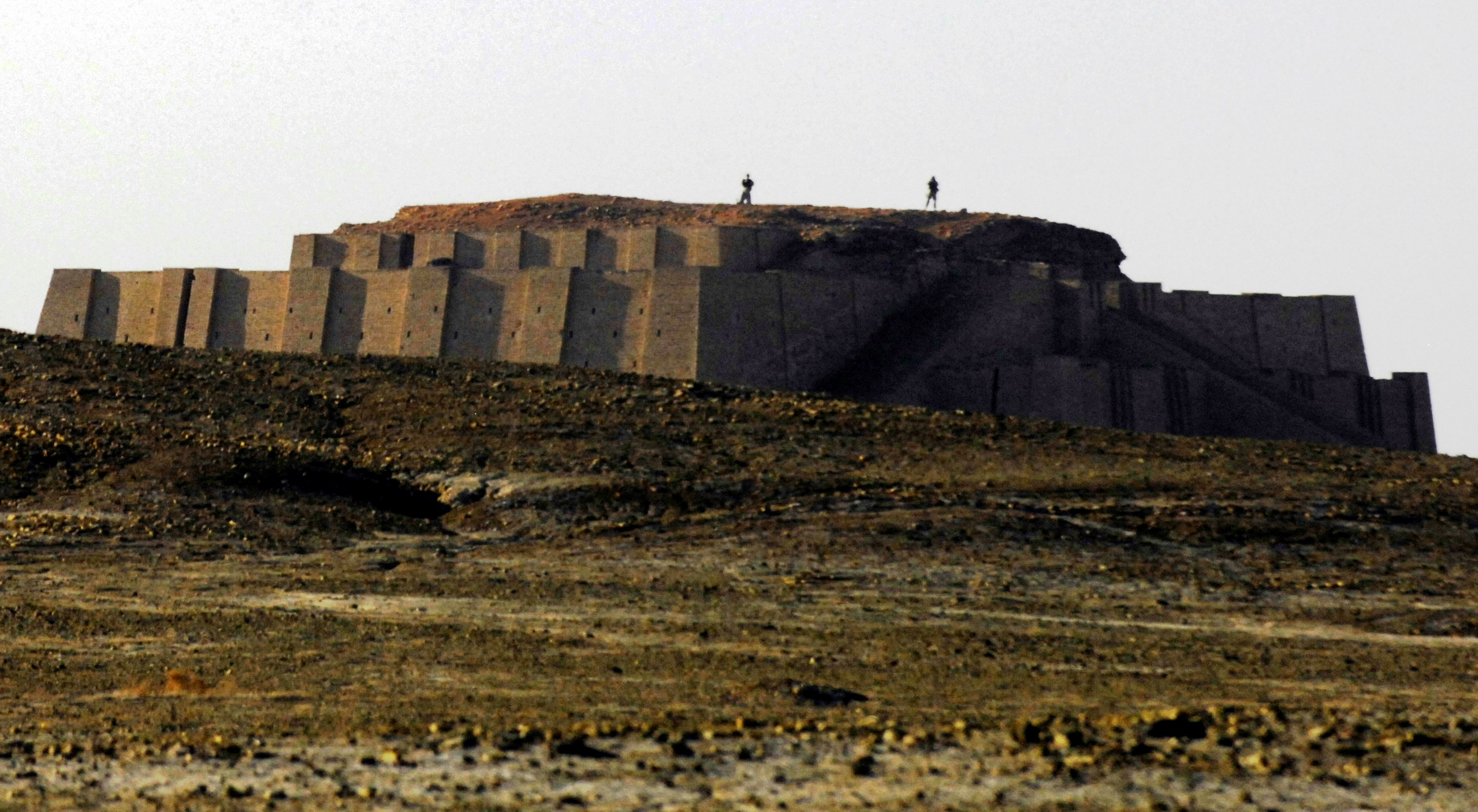
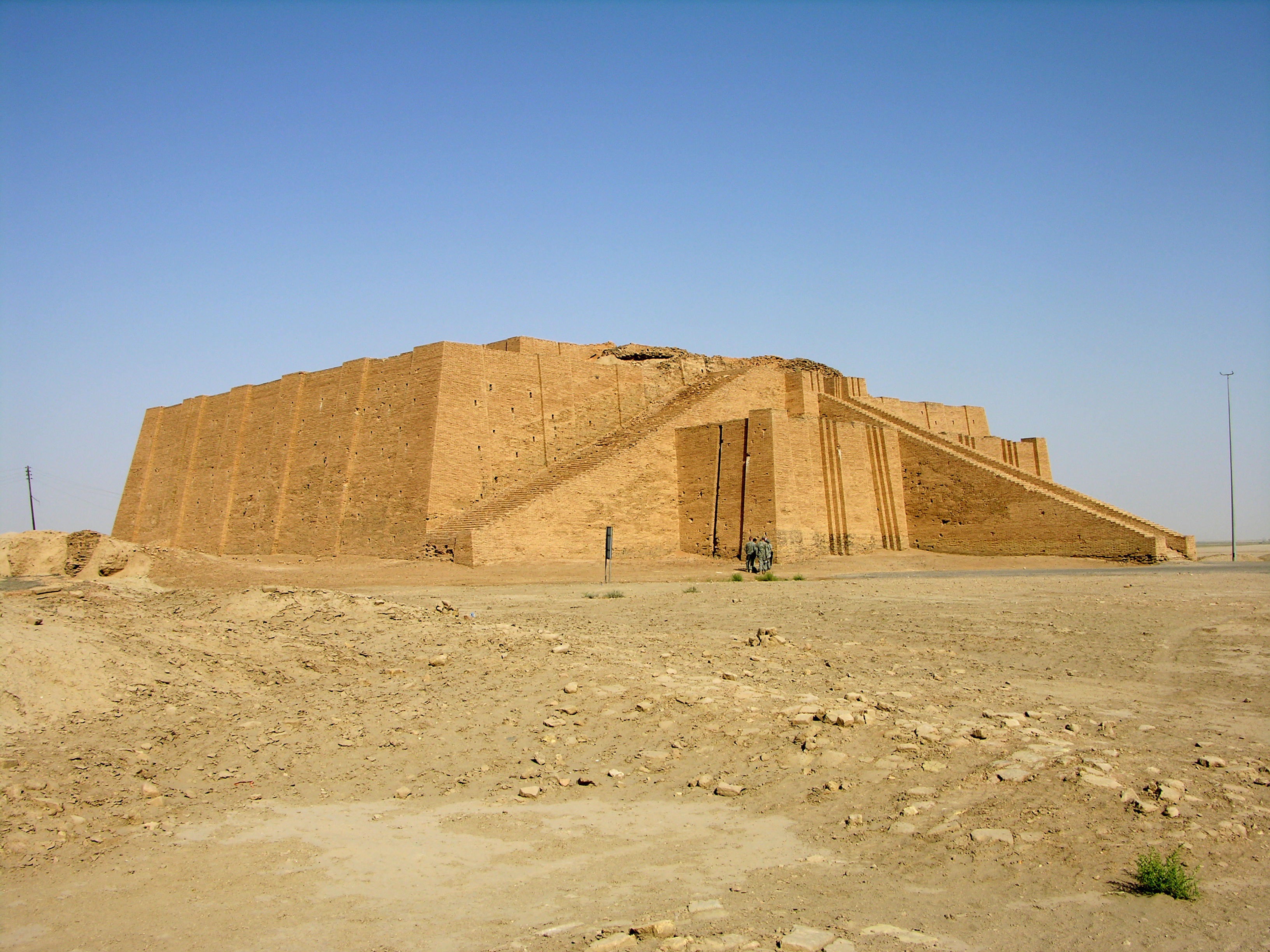
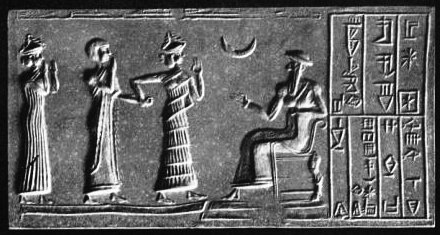
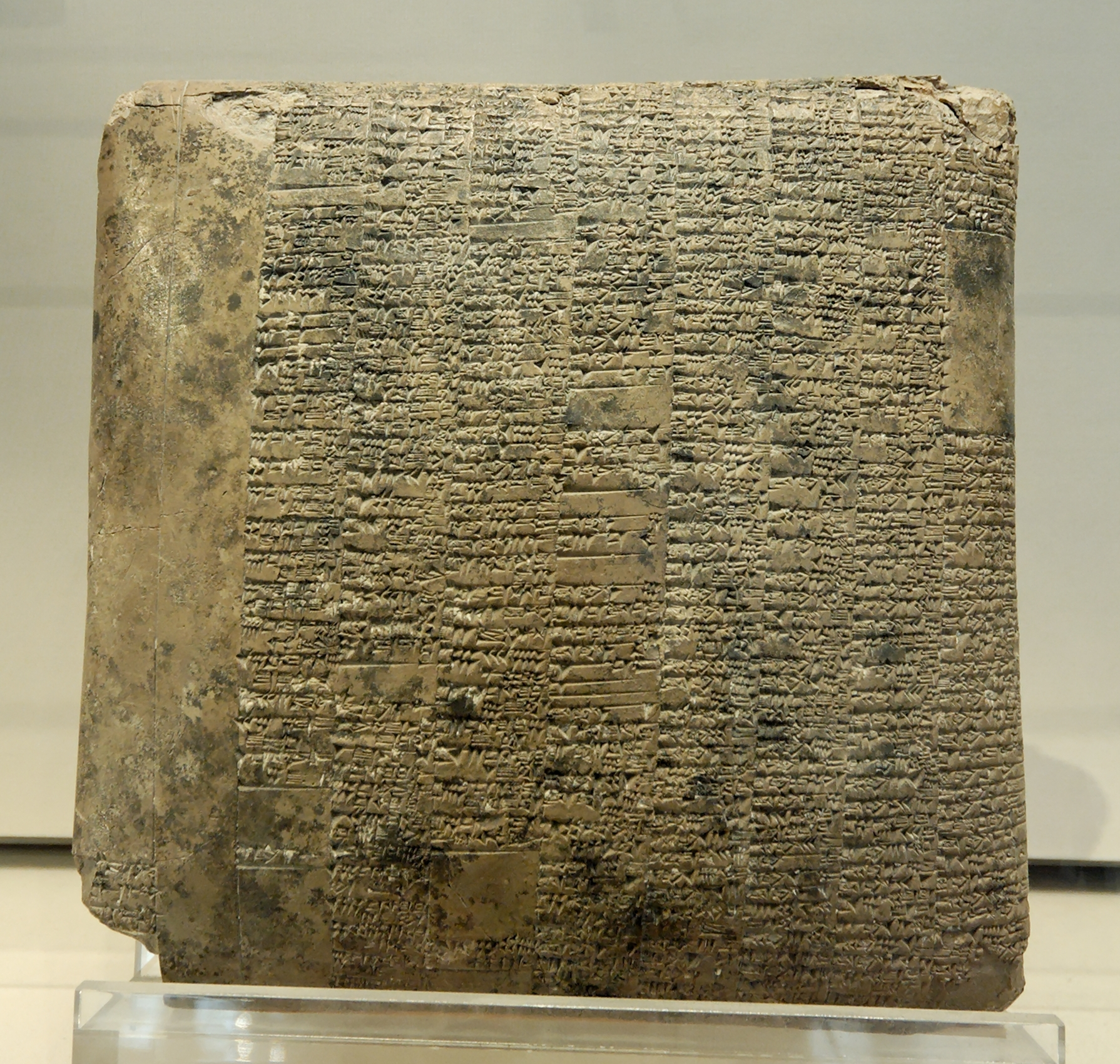
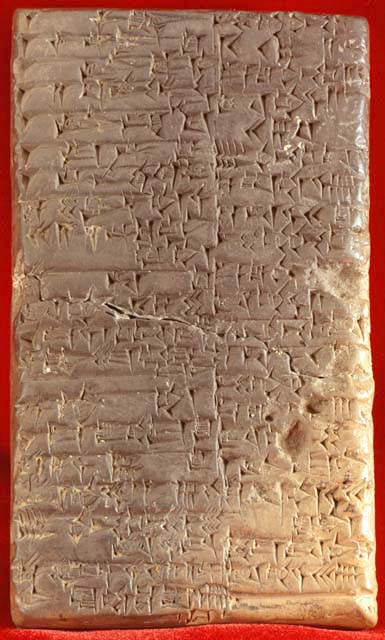
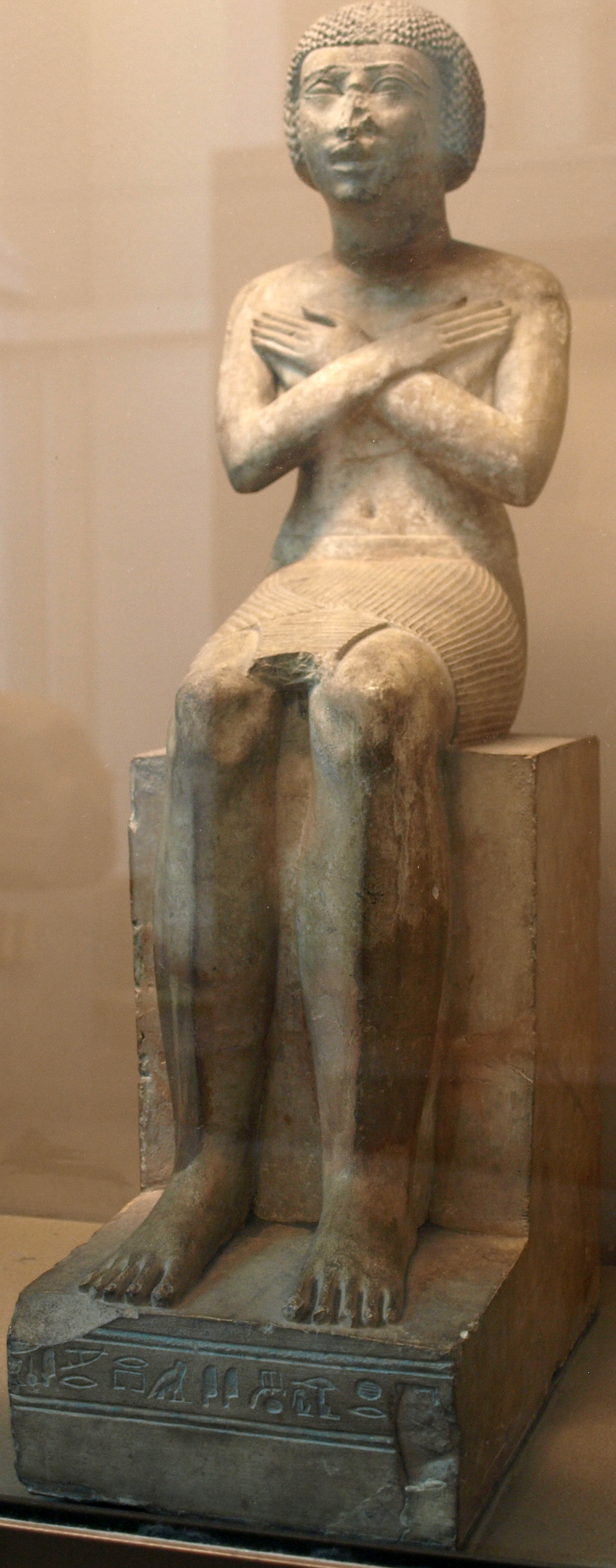
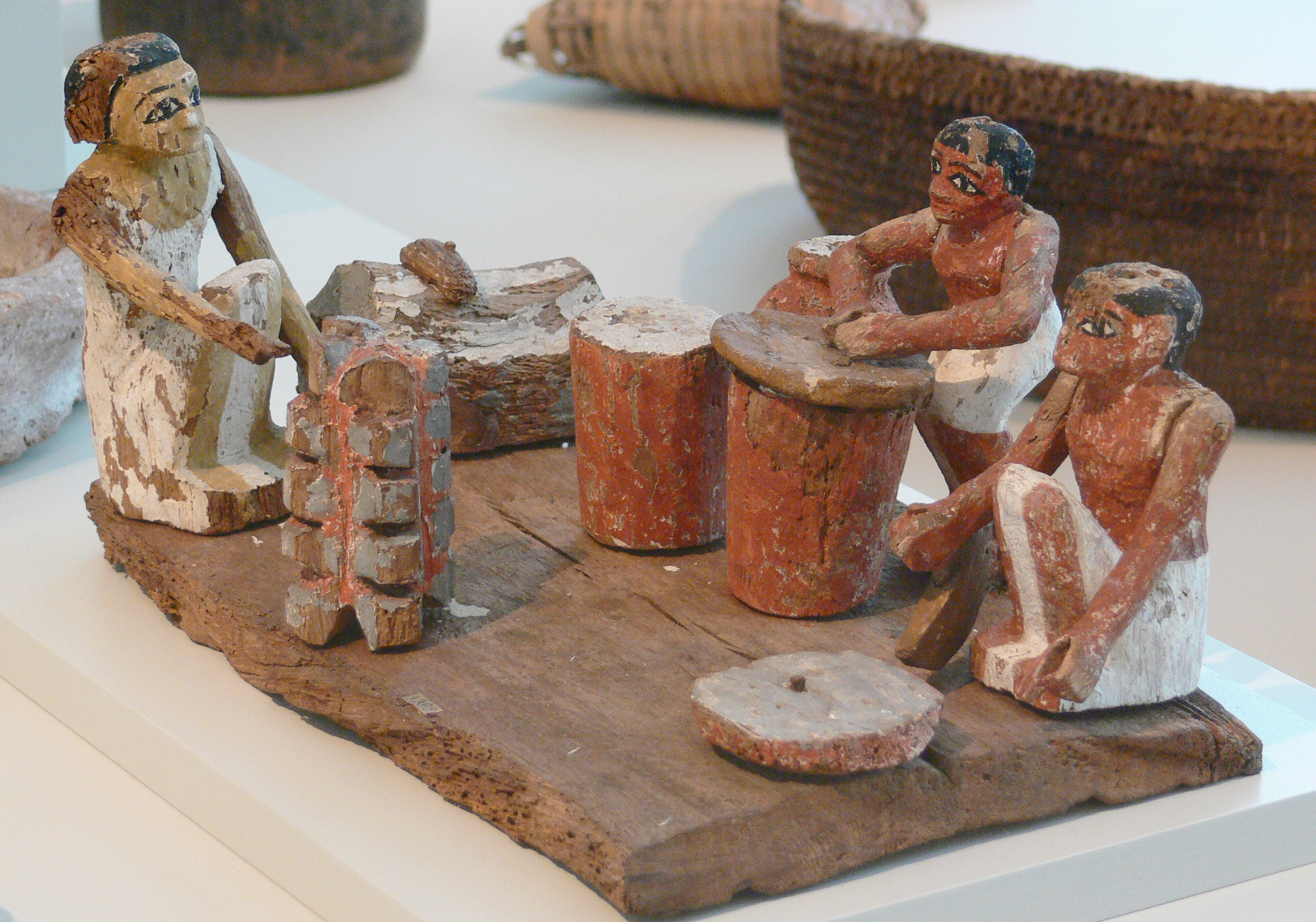
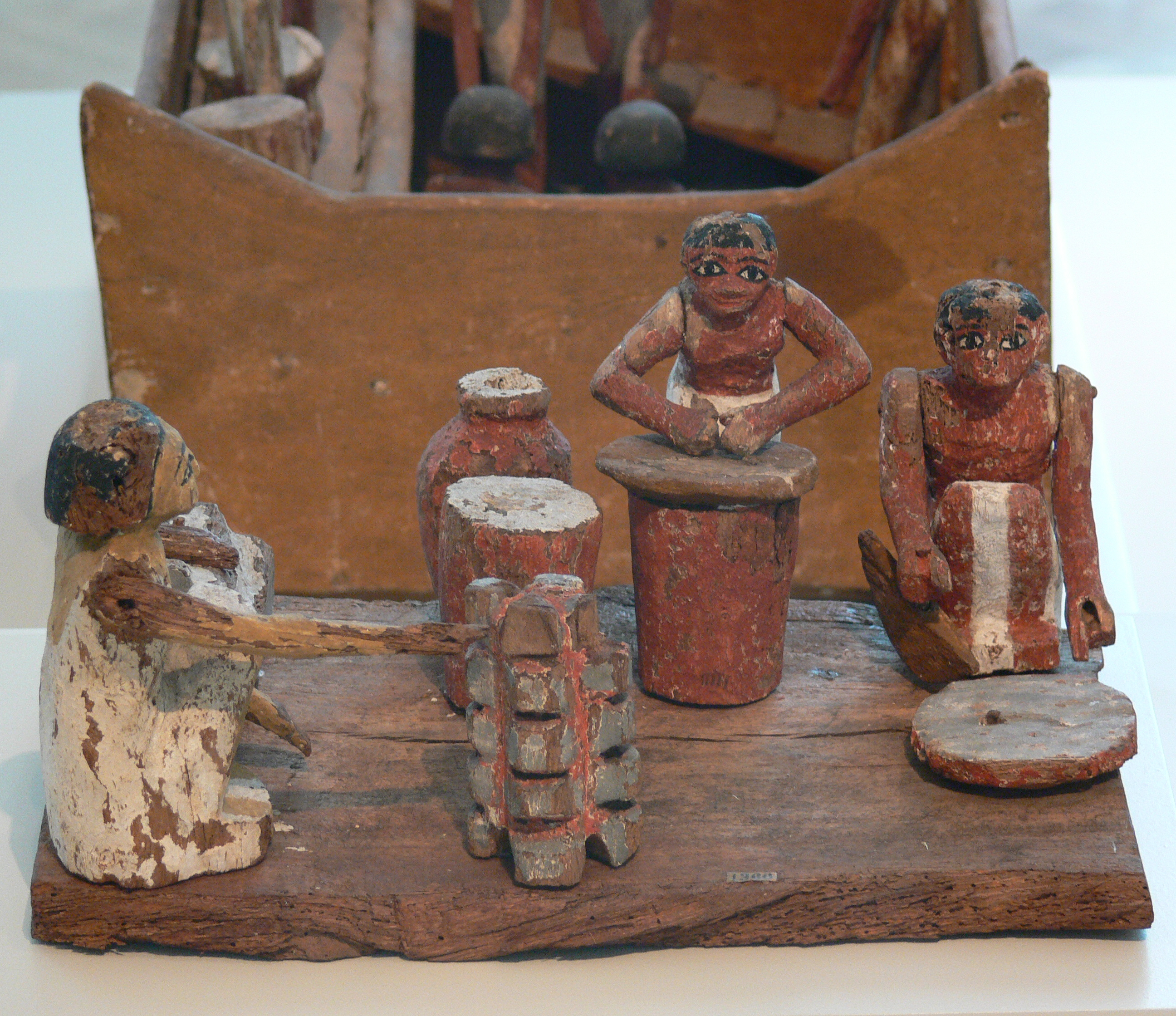
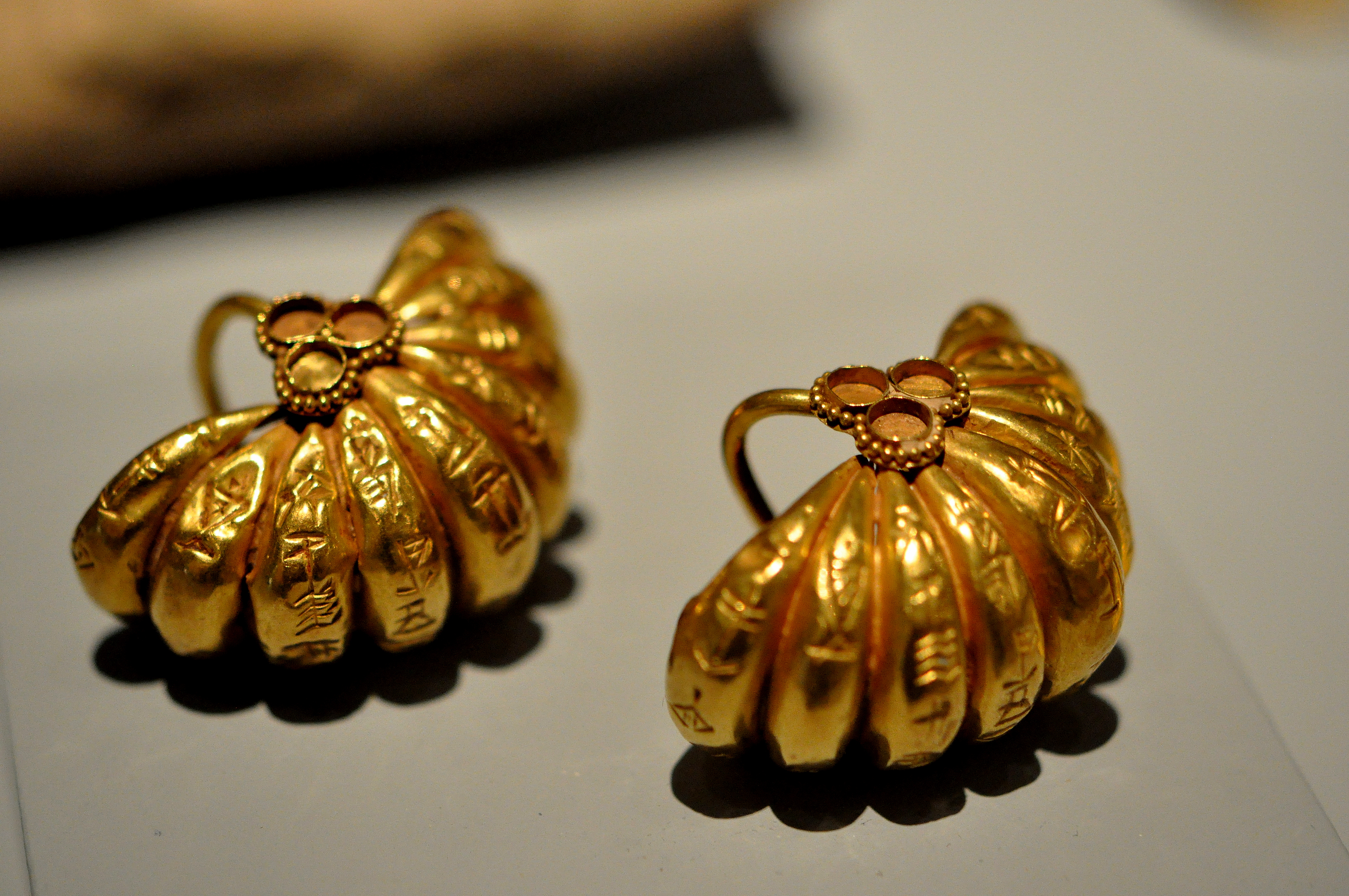
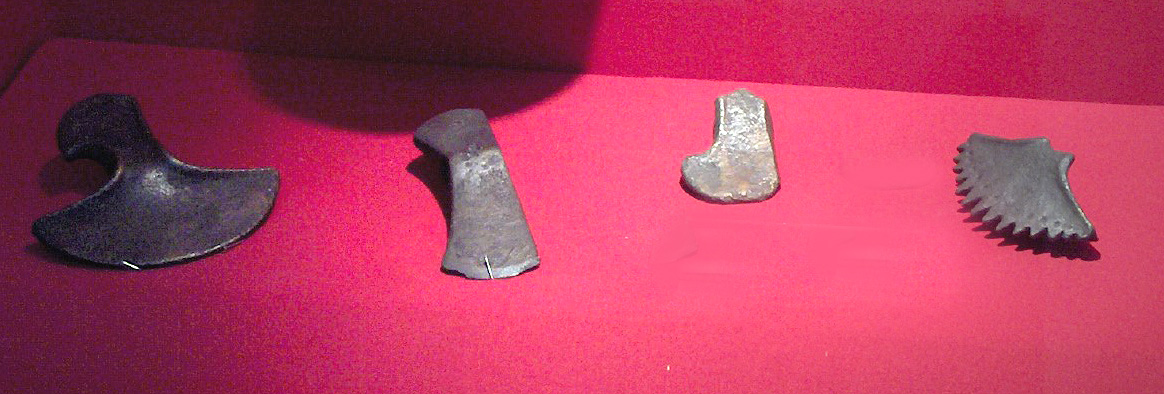
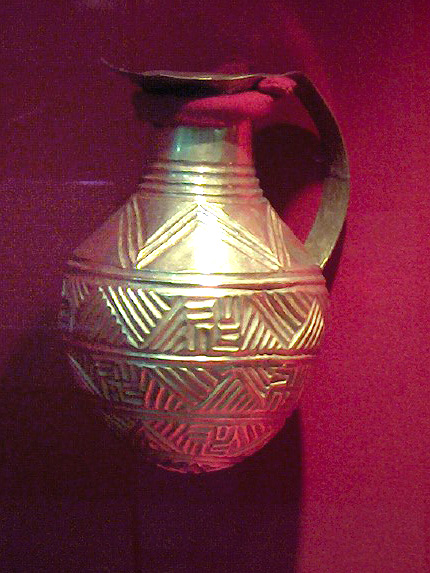
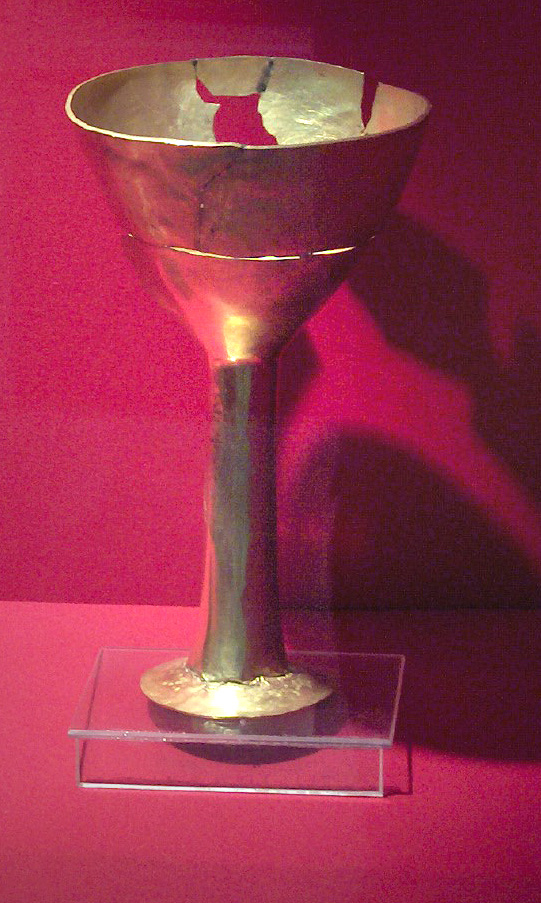
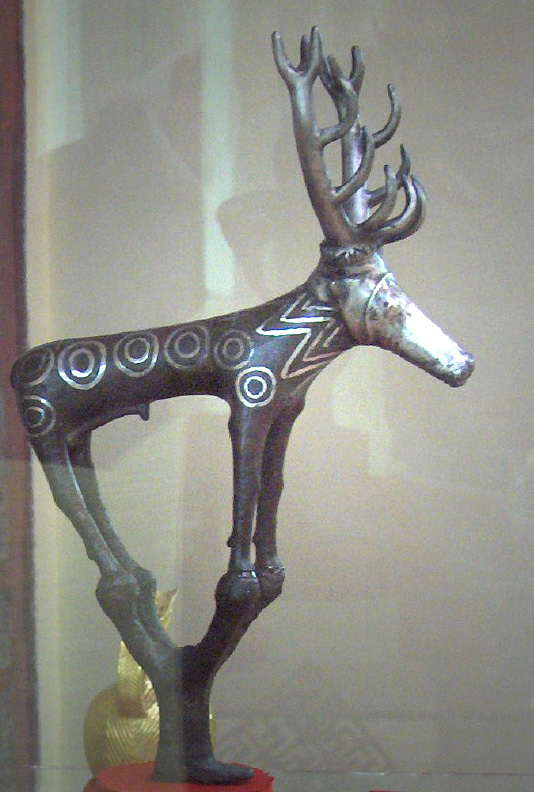
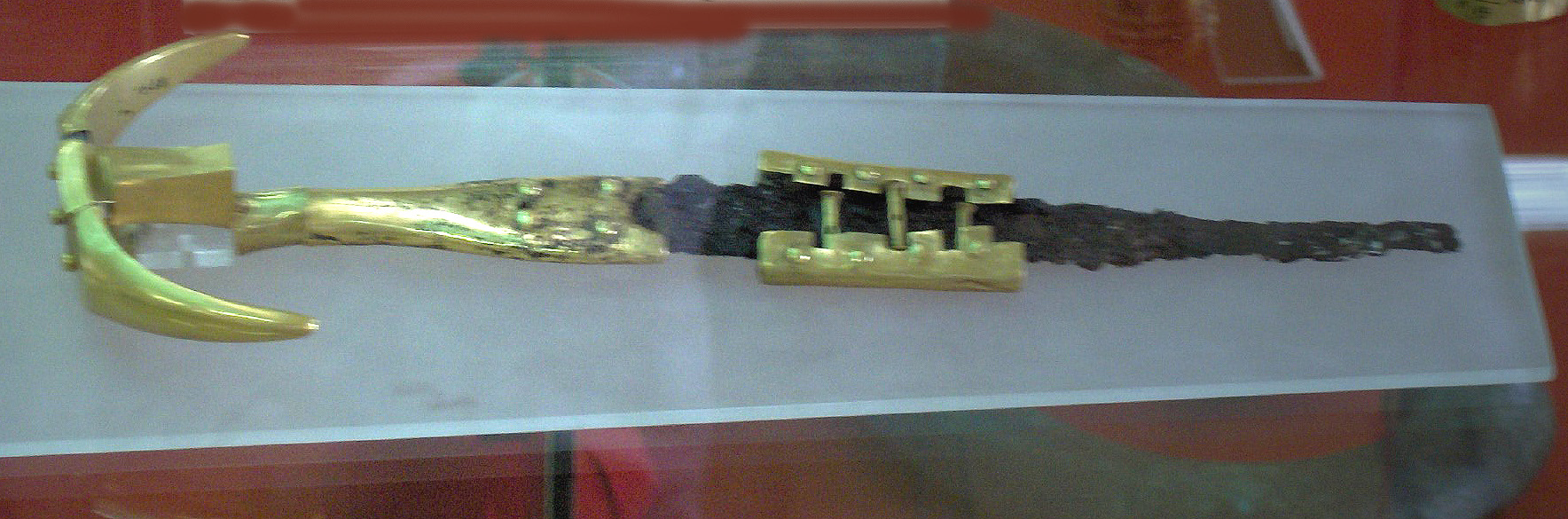
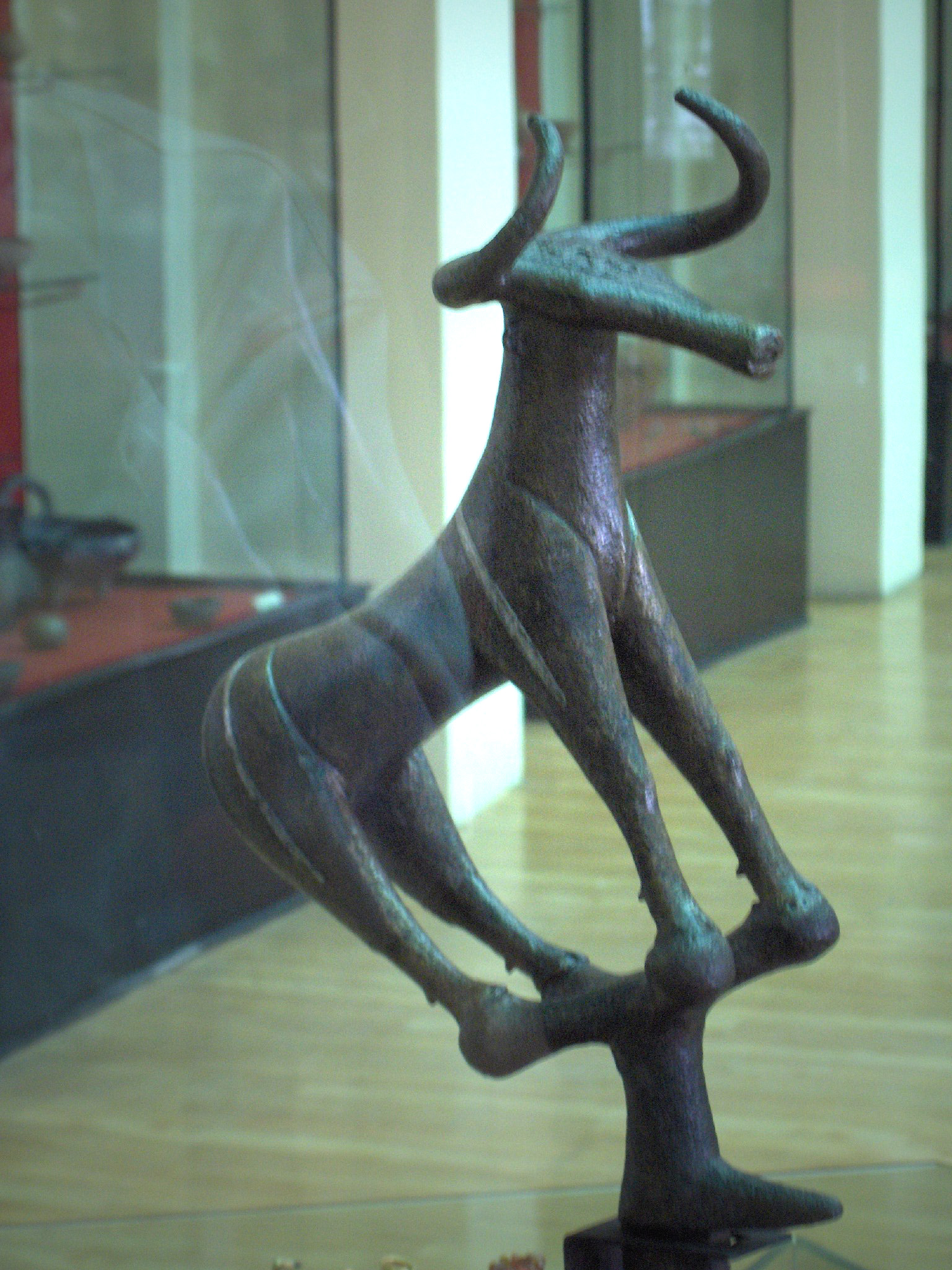
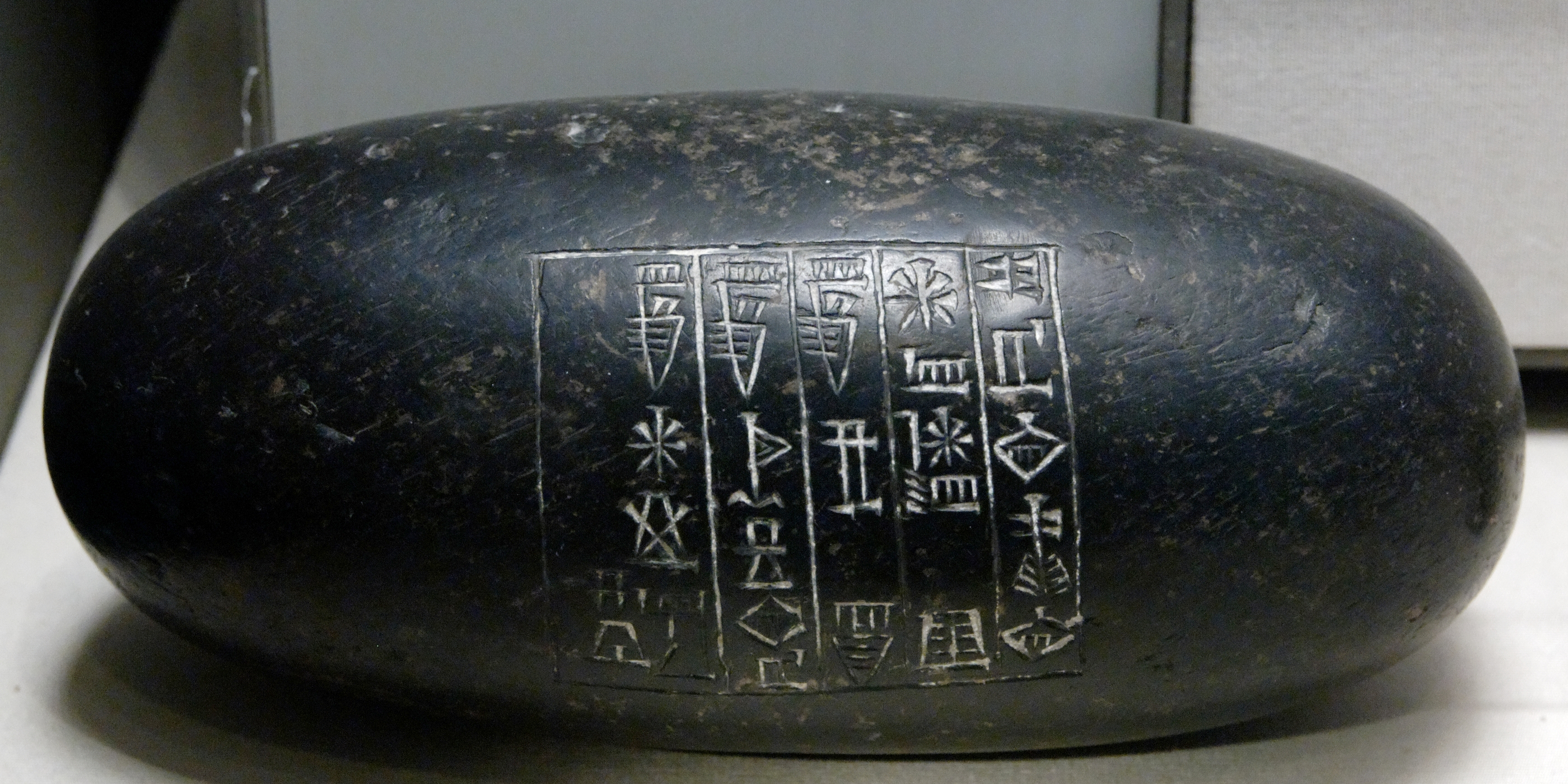
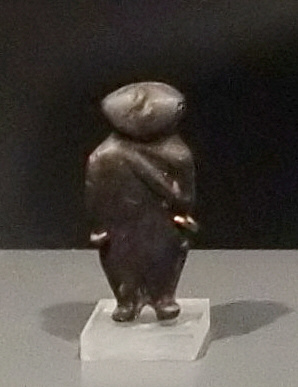
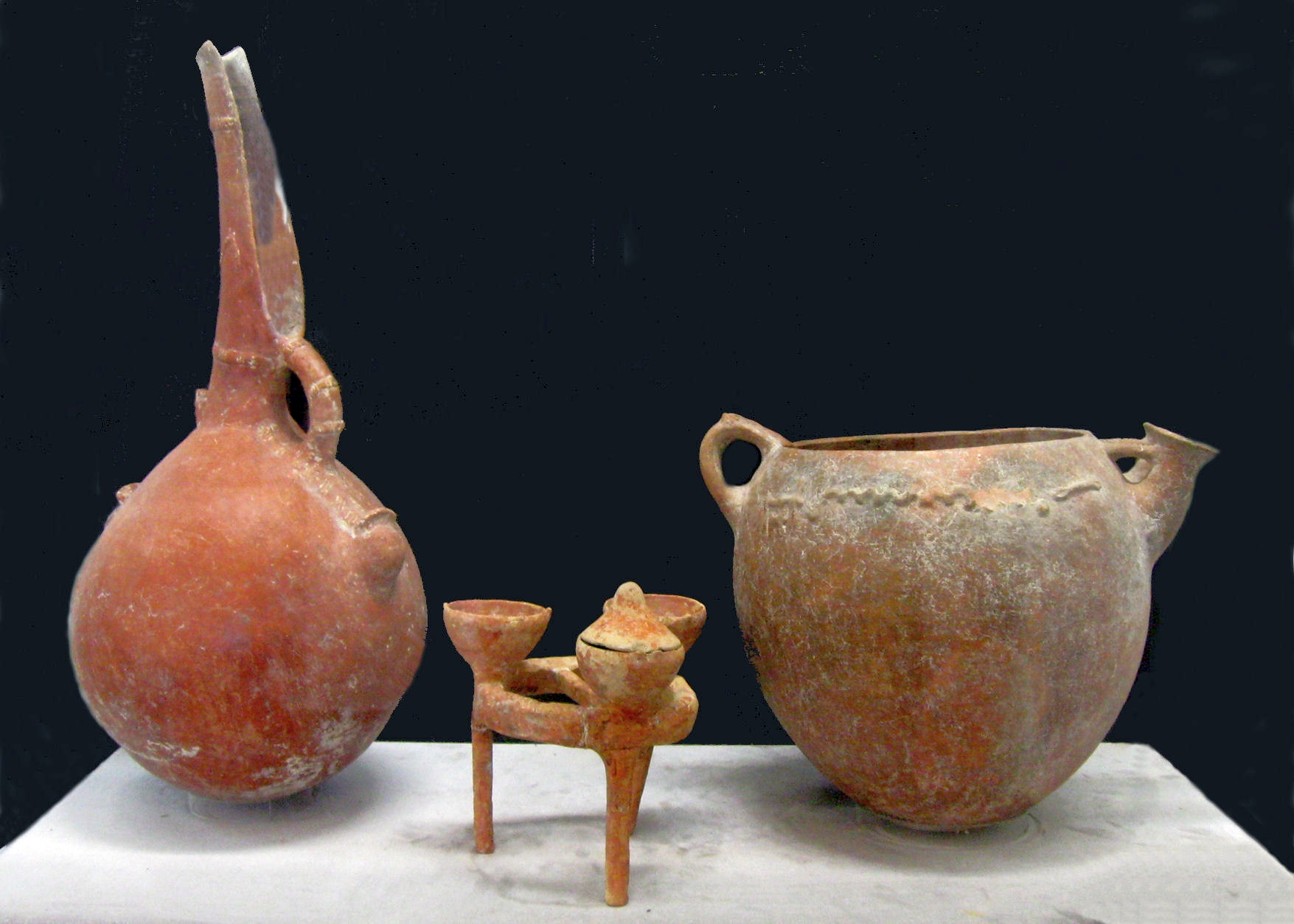
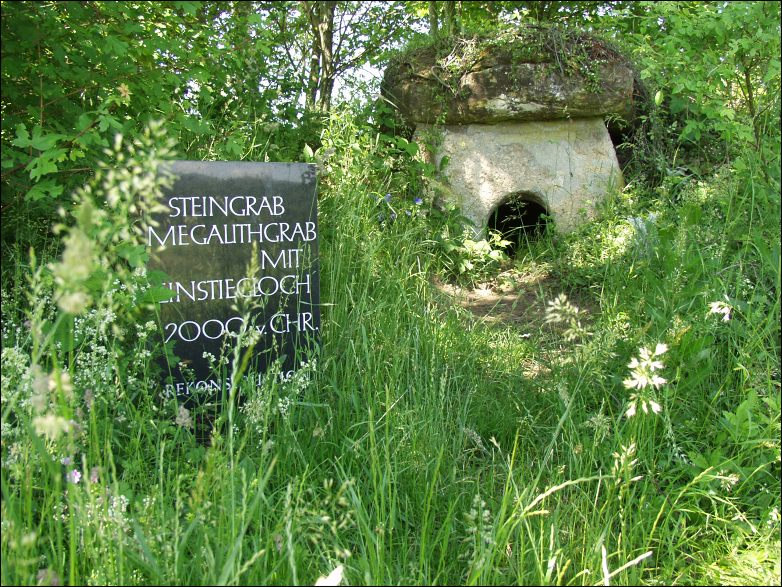
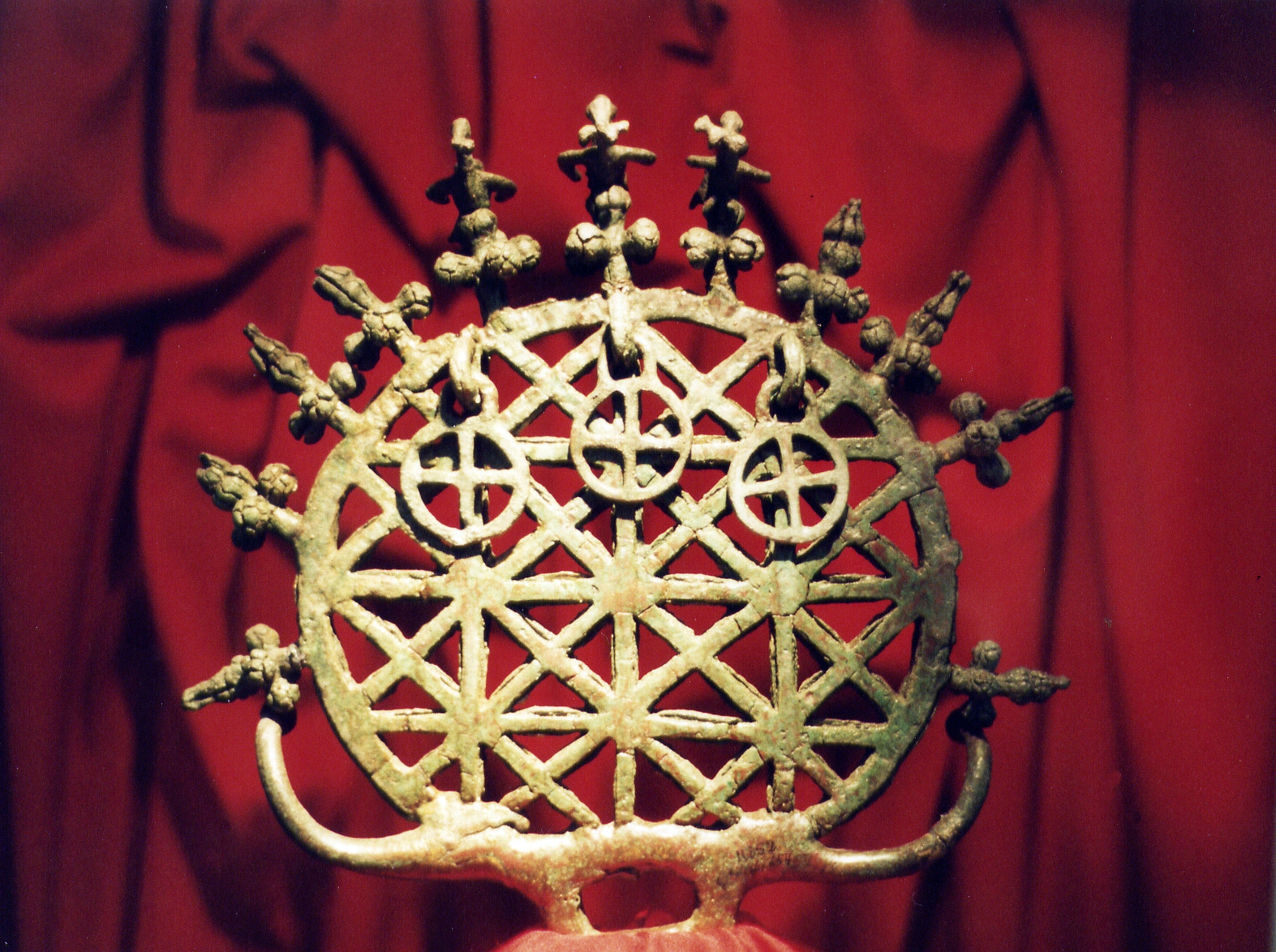
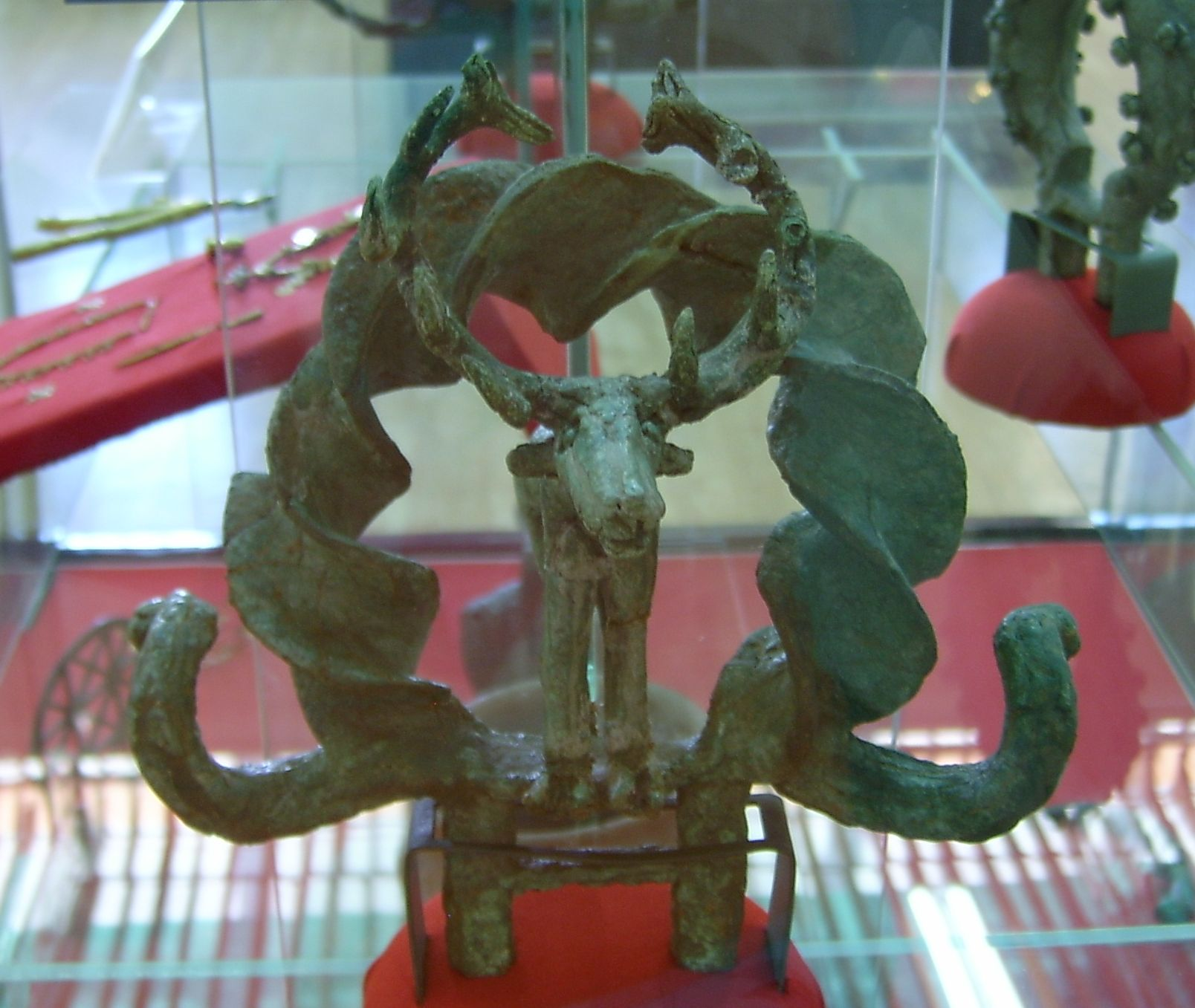
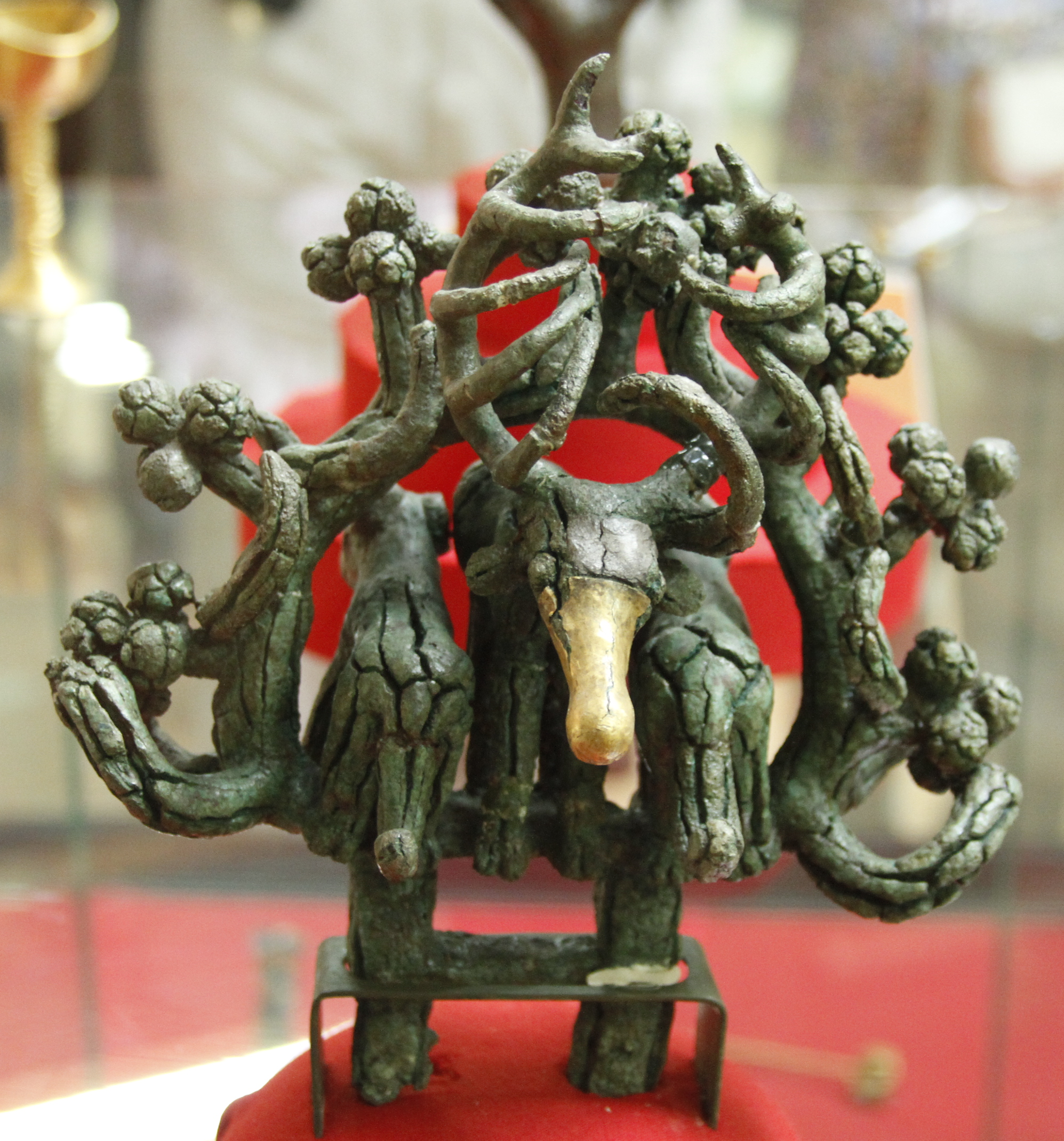
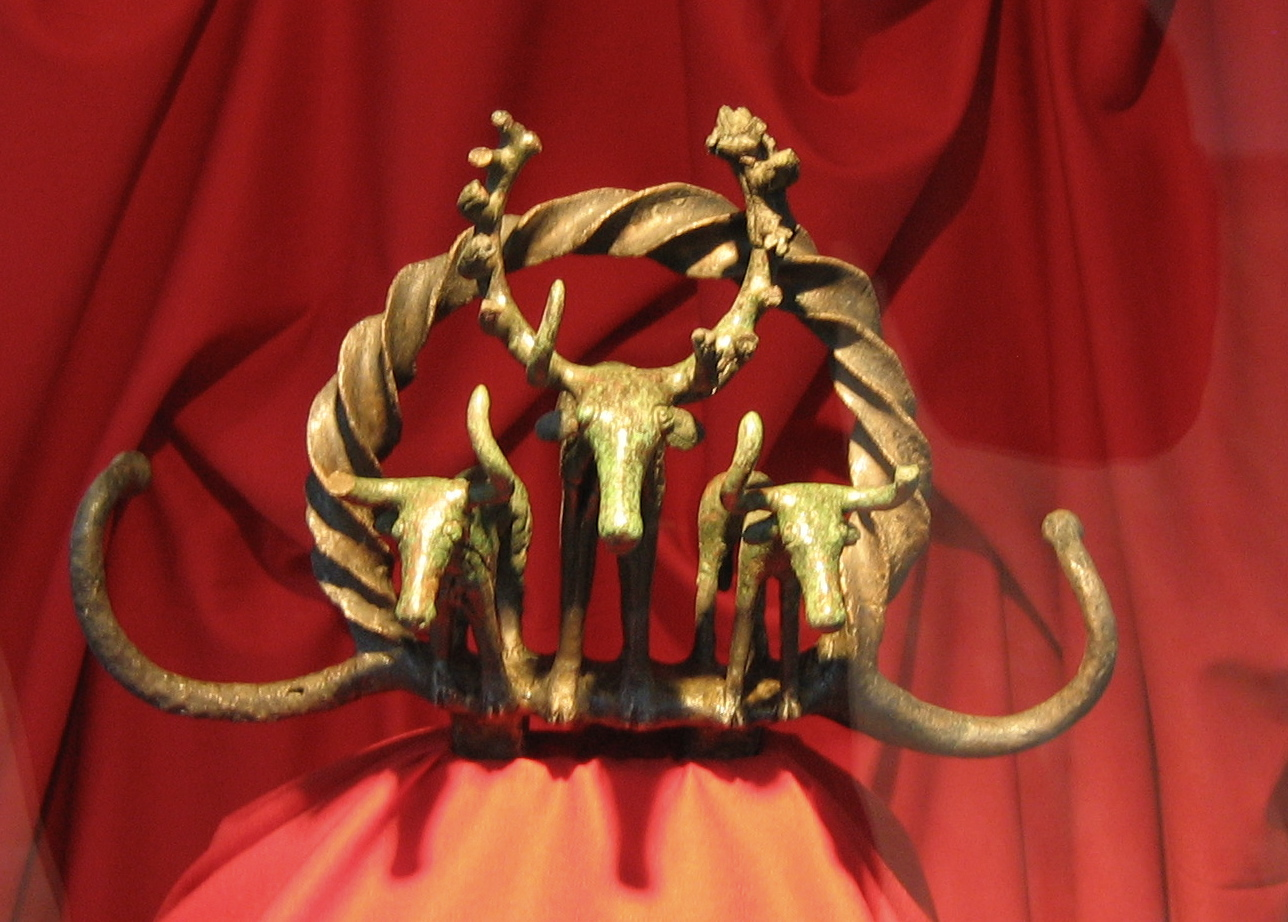
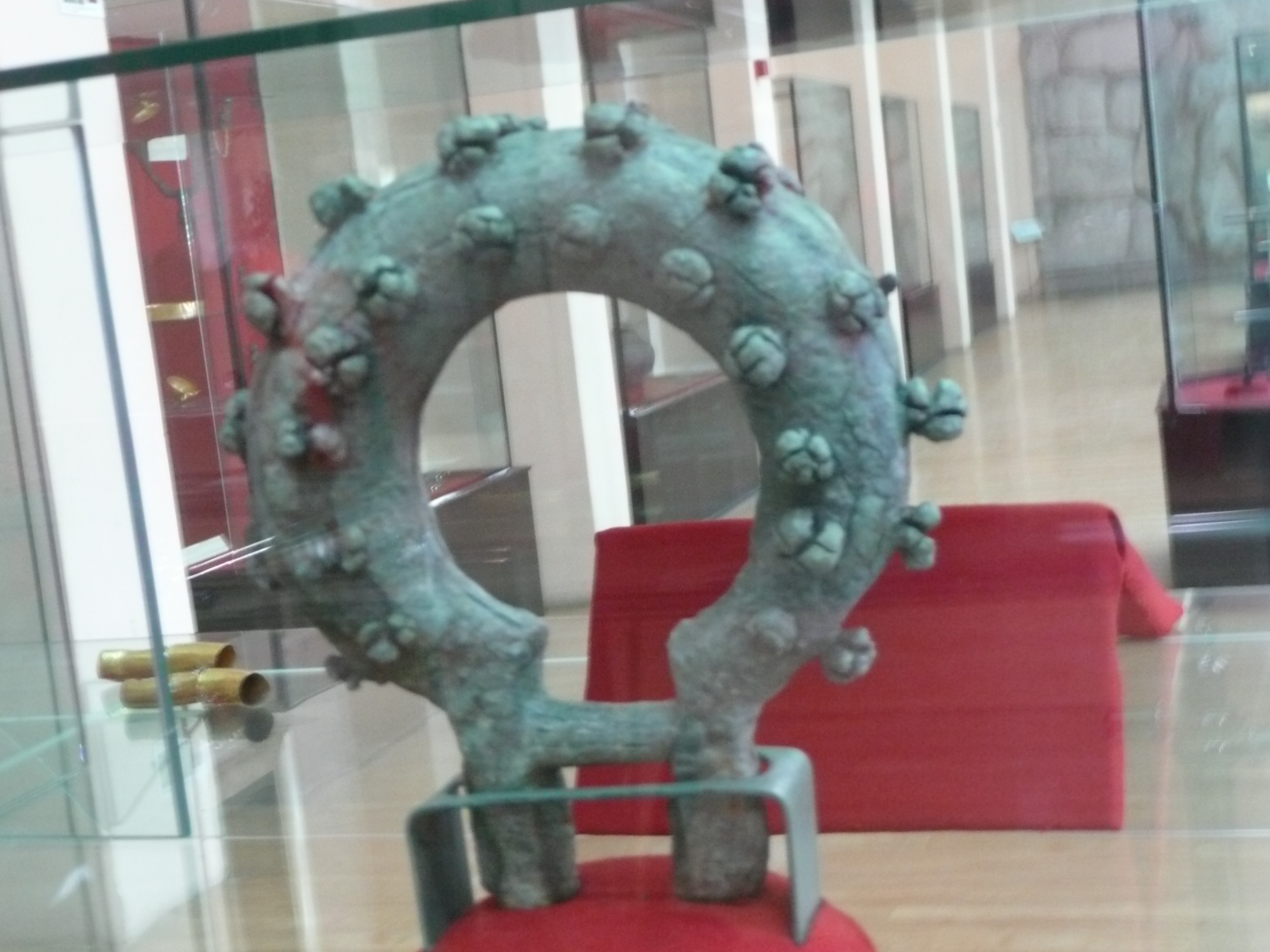
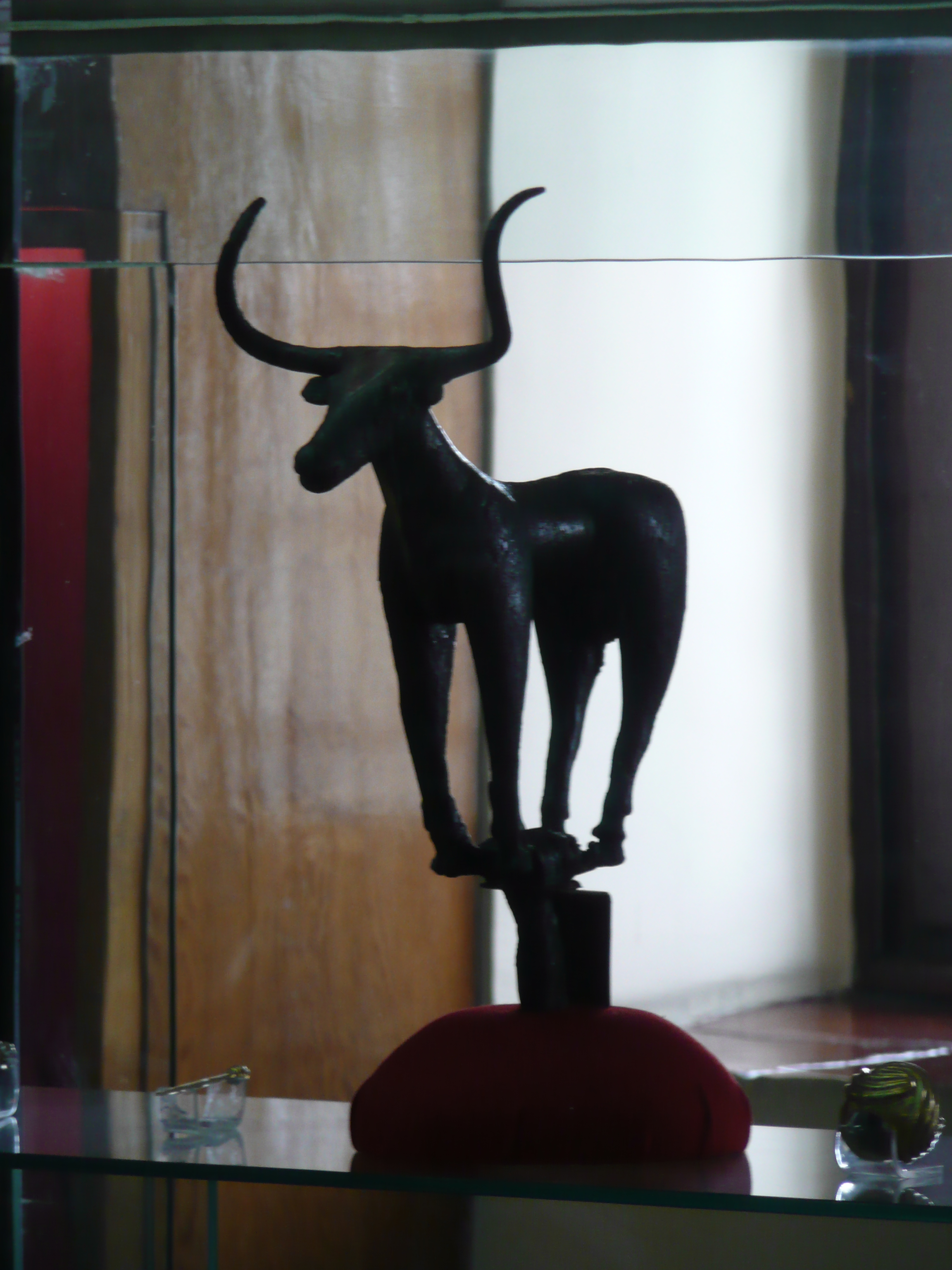

- cca. 2100 î.Hr. - cca. 2050 î.Hr.: Zigguratul Nanna din Ur (azi Muqaiyir, Irak) este construit.
- 2091 î.Hr.: Începutul Epocii Patriarhale este în mod tradițional stabilit în acest an.
- 2080 î.Hr.: Războaie dinastice în Egipt (A IX-a Dinastie Egipteană).
- 2080 î.Hr.: Prima Perioadă Intermediară a Egiptului se sfârșește. Regatul Mijlociu formează Egiptul Antic.
- 2071 î.Hr.: Magh Ithe, prima bătălie înregistrată în miturile irlandeze
- 2070 î.Hr. (discutabil): Yu cel Mare înființează dinastia Xia
- C. 2055 î.Hr.: Mentuhotep II de la Teba a reușit să reunească Egiptul Antic (altă dată este de 2040 î.Hr.).
- C. 2055 î.Hr. - 1985 î.Hr.: Stela funerară Amenemhat a fost făcută. Dinastia a Xl-a a Egiptului. Excavate în 1915-1916. Acum este păstrat în Muzeul Egiptean, Cairo. Muzeul Metropolitan de Artă, New York.
- C. 2049 î.Hr.: arbori de stejar Seahenge tăiat.
- 2034 î.Hr. - 2004 î.Hr.: ur -  războaie Amorite
- C. 2009 î.Hr. - 1997 î.Hr.: templul funerar al Mentuhotep III a fost construit.
- 2004 î.Hr.: Elamiții distrug Ur.
- C. 2000 î.Hr.:  epoca bronzului din Marea Egee s-a încheiat.

## Oameni importanți

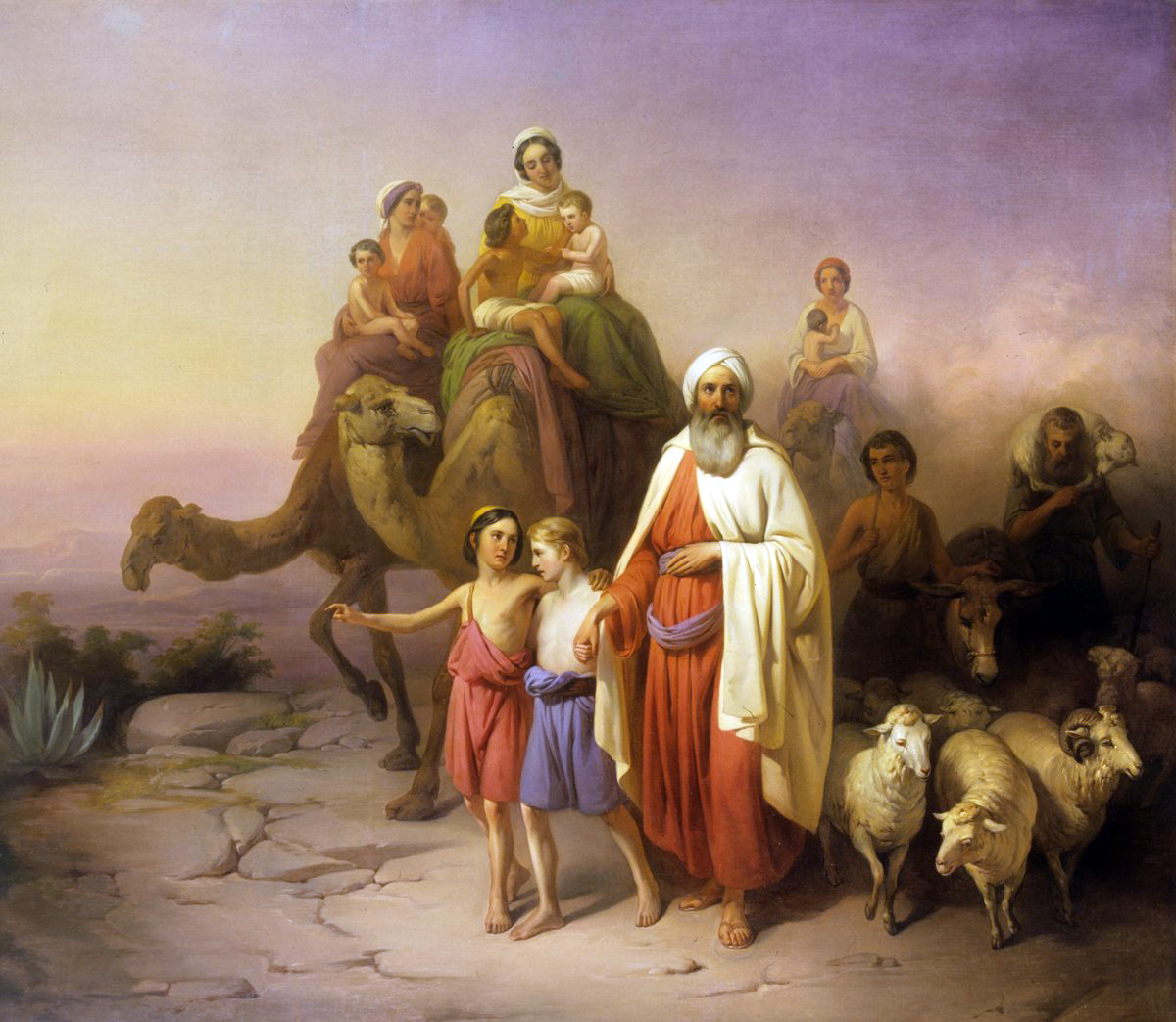
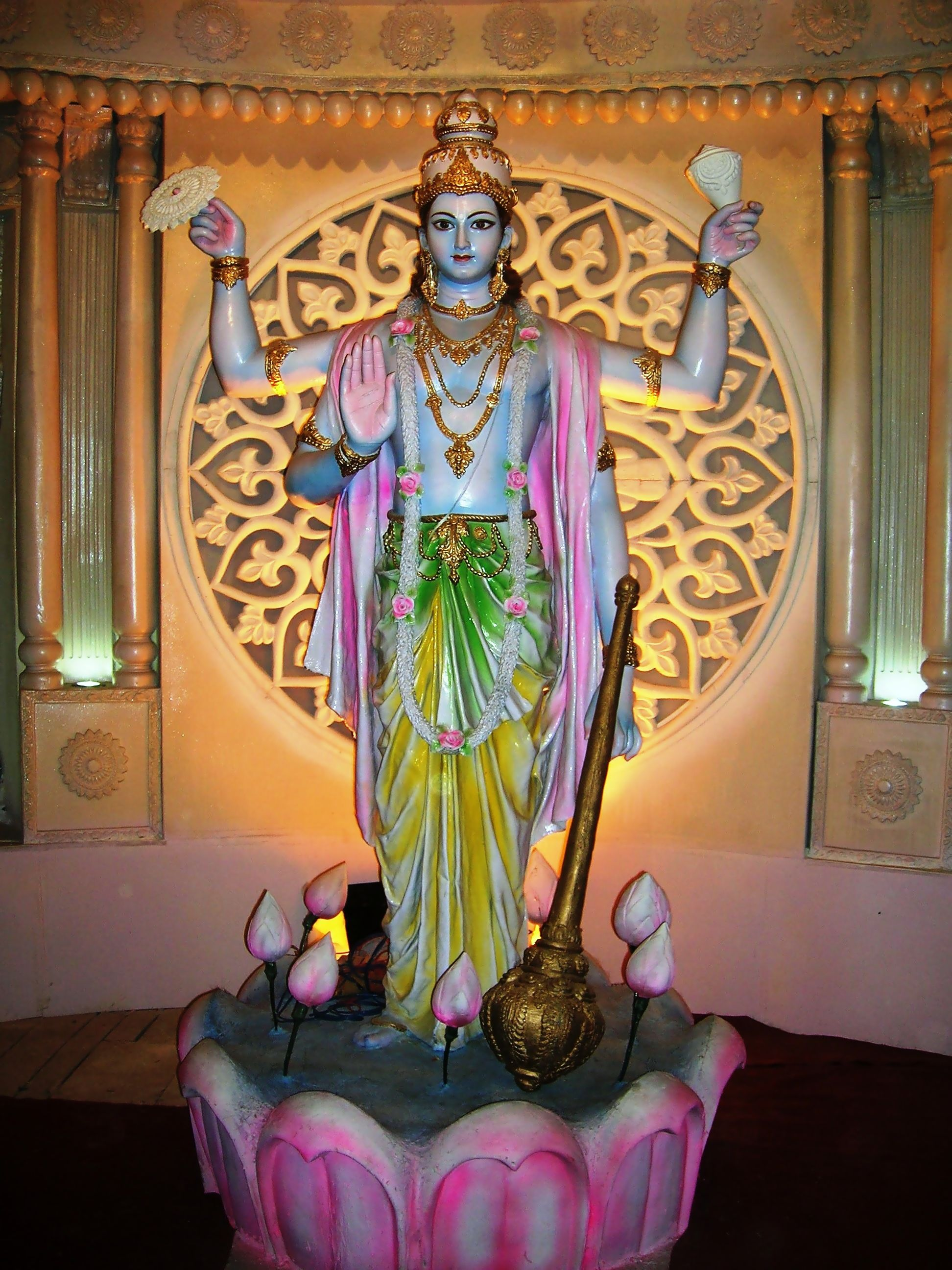
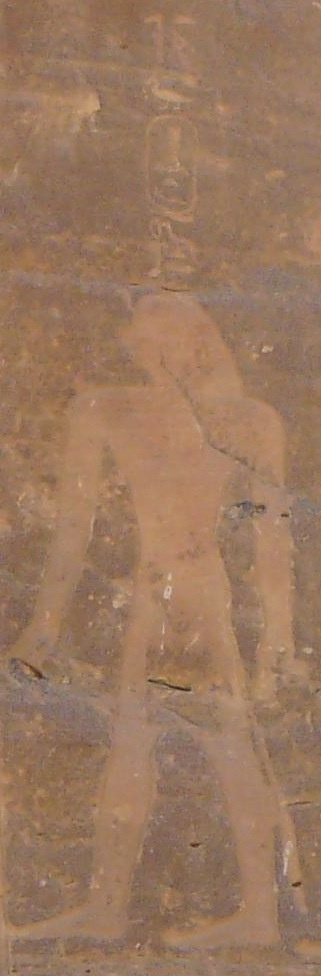
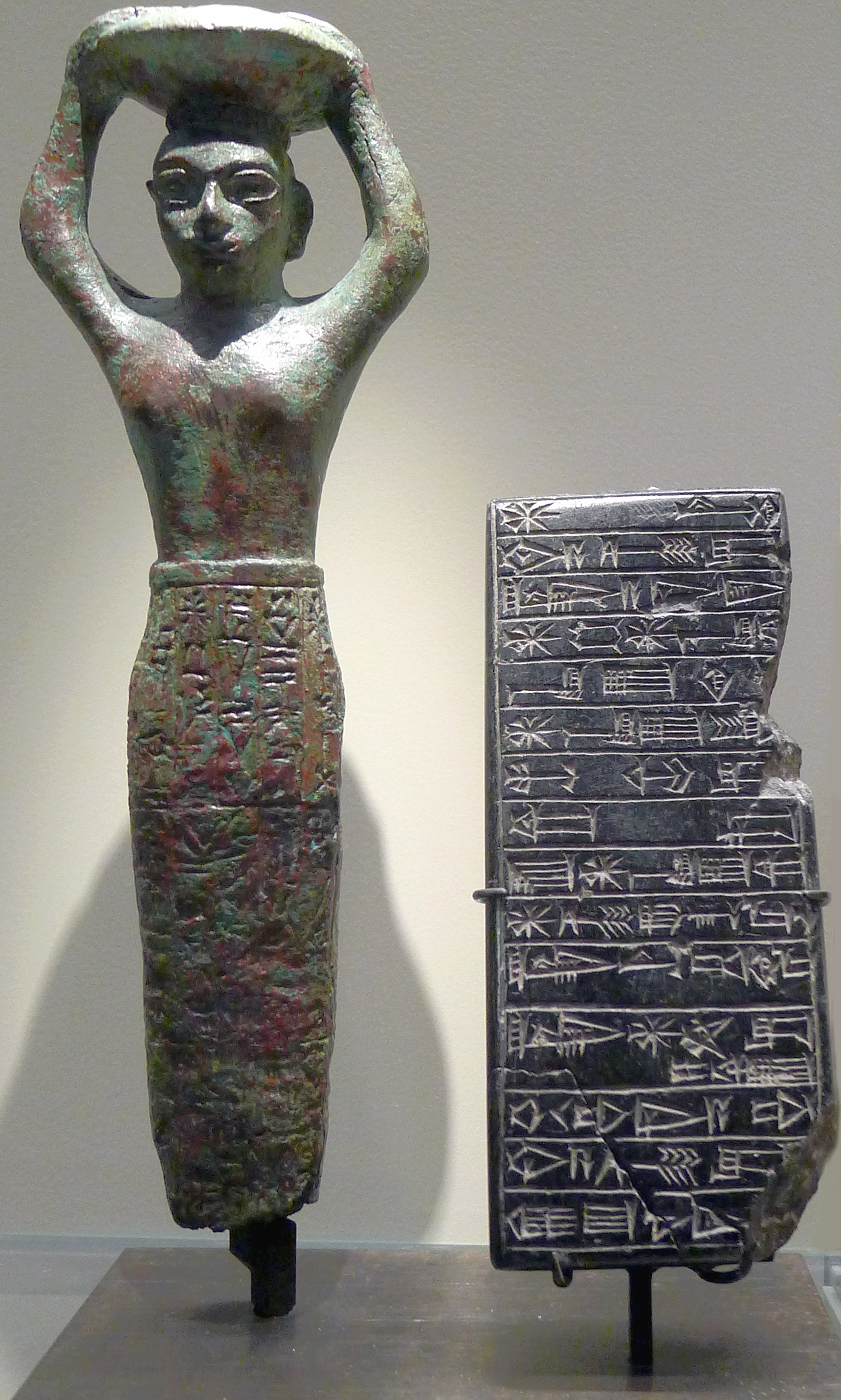
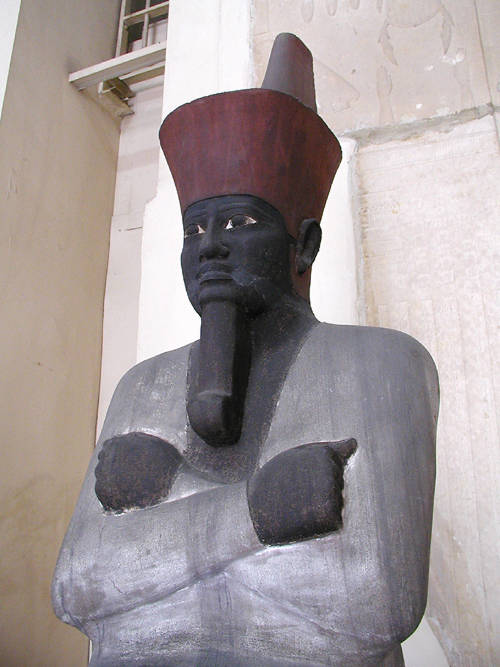
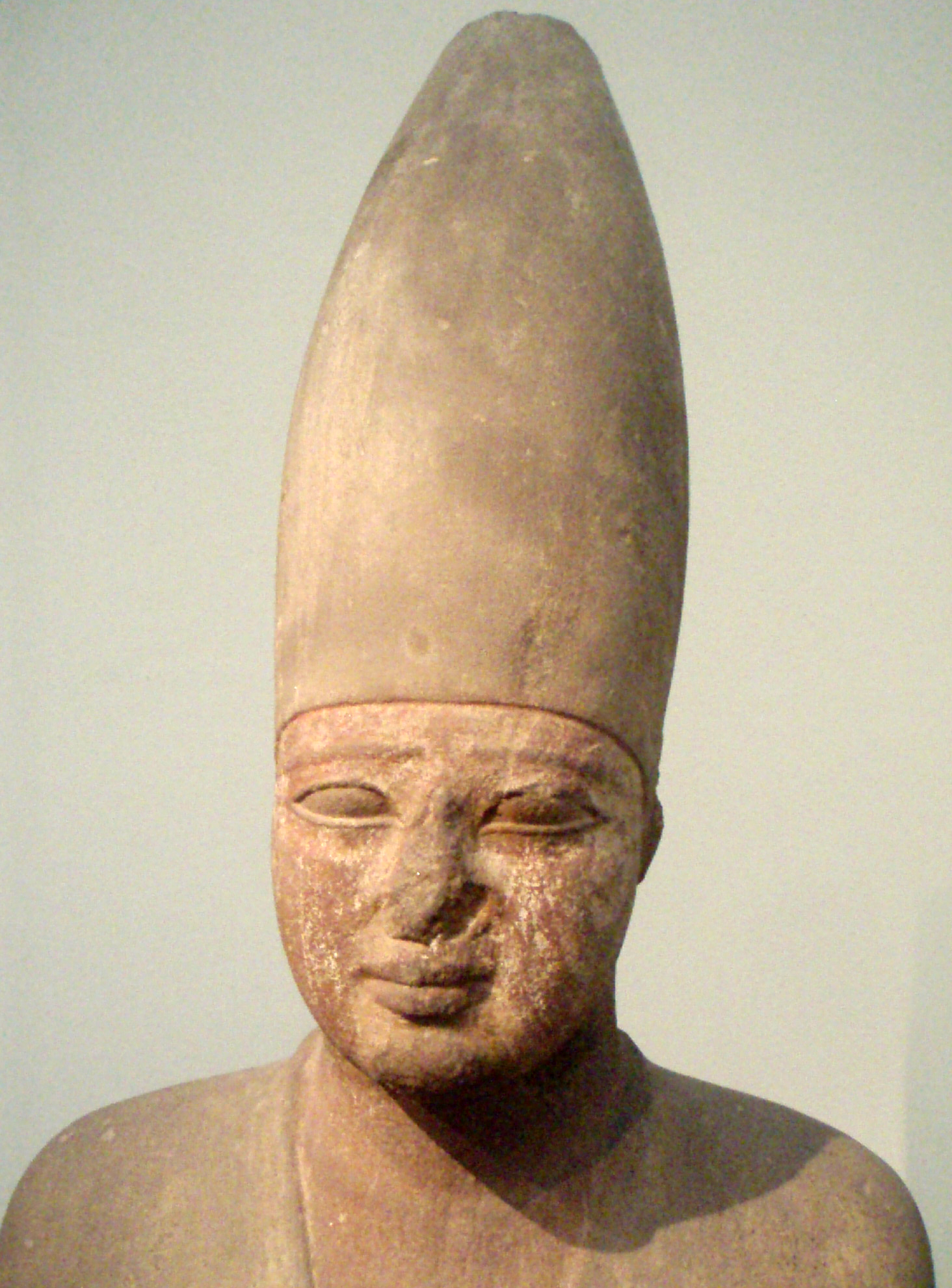

## Invenții, descoperiri
- 2100 î.Hr. - Codul de legi din Ur-Nammu
- 2037 î.Hr. - împăratul Shen Nong fierbe primul ceai cu frunze proaspete
- 2.050 î.Hr. - 2.000 î.Hr.:
  - scene de pescuit, grădinărit, artizanat (filatură, țesatură) pe mormântul din Mekreté, Egipt
  - Mesopotamia: utilizarea, în atacuri militare, a berbecului de spart ziduri
- 2.000 î.Hr.: sistem monetar în Orientul Mijlociu

## Decenii
| Anii 2090 î.Hr. | Anii 2080 î.Hr. | Anii 2070 î.Hr. | Anii 2060 î.Hr. | Anii 2050 î.Hr. | Anii 2040 î.Hr. | Anii 2030 î.Hr. | Anii 2020 î.Hr. | Anii 2010 î.Hr. | Anii 2000 î.Hr. |